# Dărmănești (Suceava)
Dărmănești es una comuna ubicada en el distrito de Suceava, Rumania.

## Superficie
Posee una superficie de 50,51 kilómetros cuadrados.

## Demografía
Hasta 2021 la población era de 4993 habitantes, con una densidad de población de 98,85 habitantes por kilómetro cuadrado.